# Jacek Zieliński (ur. 1967)
Jacek Marek Zieliński (ur. 10 października 1967 w Wierzbicy) – polski piłkarz i trener. Jako piłkarz reprezentant Polski, uczestnik Mundialu 2002, w barwach Legii Warszawa trzykrotny Mistrz Polski i trzykrotny zdobywca Pucharu Polski. Uczestnik Ligi Mistrzów. W latach 2010–2012 asystent selekcjonera reprezentacji Polski. W latach 2021-2024 dyrektor sportowy Legii Warszawa.

## Kariera piłkarska
Występował na pozycji obrońcy, najczęściej jako stoper. Karierę piłkarską rozpoczął w 1979 w drużynie juniorów Orła Wierzbica. W latach 1983–1985 był zawodnikiem pierwszego zespołu Orła, który występował wówczas w lidze okręgowej.

### Występy klubowe
| Sezon   | Klub            | Rozgrywki   | Mecze | Bramki |
| ------- | --------------- | ----------- | ----- | ------ |
| 1984/85 | Orzeł Wierzbica | ?           | ?     | ?      |
| 1985/86 | Igloopol Dębica | I Liga      | ?     | ?      |
| 1986/87 | Igloopol Dębica | I Liga      | ?     | ?      |
| 1987/88 | Igloopol Dębica | I Liga      | ?     | ?      |
| 1988/89 | Igloopol Dębica | I Liga      | ?     | ?      |
| 1989/90 | Igloopol Dębica | I Liga      | ?     | ?      |
| 1990/91 | Igloopol Dębica | Ekstraklasa | 21    | 1      |
| 1991/92 | Igloopol Dębica | Ekstraklasa | 13    | 0      |
| 1991/92 | Legia Warszawa  | Ekstraklasa | 17    | 0      |
| 1992/93 | Legia Warszawa  | Ekstraklasa | 28    | 0      |
| 1993/94 | Legia Warszawa  | Ekstraklasa | 29    | 1      |
| 1994/95 | Legia Warszawa  | Ekstraklasa | 30    | 0      |
| 1995/96 | Legia Warszawa  | Ekstraklasa | 29    | 0      |
| 1996/97 | Legia Warszawa  | Ekstraklasa | 29    | 3      |
| 1997/98 | Legia Warszawa  | Ekstraklasa | 33    | 0      |
| 1998/99 | Legia Warszawa  | Ekstraklasa | 27    | 0      |
| 1999/00 | Legia Warszawa  | Ekstraklasa | 28    | 1      |
| 2000/01 | Legia Warszawa  | Ekstraklasa | 20    | 1      |
| 2001/02 | Legia Warszawa  | Ekstraklasa | 12    | 0      |
| 2002/03 | Legia Warszawa  | Ekstraklasa | 25    | 1      |
| 2003/04 | Legia Warszawa  | Ekstraklasa | 22    | 0      |
| 2004/05 | Legia Warszawa  | Ekstraklasa | 0     | 0      |

### Igloopol Dębica
W 1985 został zawodnikiem Igloopolu Dębica, grającego w II lidze i aspirującego do awansu do ekstraklasy. Spełnienie tych ambicji nastąpiło w sezonie 1989–1990. Zieliński zaliczał się już wtedy do najważniejszych graczy dębickiej drużyny. 28 lipca 1990, zremisowanym 0:0 meczem z Zagłębiem Lubin Igloopol rozpoczął występy w I lidze. Był to także pierwszoligowy debiut Zielińskiego, który przez niemal cały sezon 1990–1991 był podstawowym graczem obrony dębickiego zespołu. Pierwszą bramkę w ekstraklasie strzelił 23 marca 1991 w zremisowanym 2:2 wyjazdowym meczu z Olimpią Poznań. Strzelcem drugiej bramki był Jerzy Podbrożny, późniejszy partner Zielińskiego w Legii.
Występy w zespole z Dębicy, który w międzyczasie zmienił nazwę na Pegrotour, Zieliński kontynuował w rundzie jesiennej sezonu 1991–1992. Sezon ten, znacznie mniej udany dla dębickiego klubu, zakończył się zajęciem ostatniego miejsca w tabeli i degradacją do II ligi. Zieliński uniknął jednak spadku z ekstraklasy – solidną postawą w rundzie jesiennej zwrócił na siebie uwagę warszawskiej Legii, do której przeniósł się w połowie sezonu. W barwach Igloopolu zaliczył ogółem 34 mecze pierwszoligowe i 1 bramkę.

### Legia Warszawa
W przerwie zimowej sezonu 1991–1992 Zieliński dołączył do przeżywającego kryzys zespołu Legii. Warszawska drużyna, mająca za sobą udział w półfinale Pucharu Zdobywców Pucharów rok wcześniej, tym razem walczyła o miejsce w środku tabeli. Zieliński pierwszy raz w koszulce Legii wystąpił 14 marca 1992 w wygranym 2:1 wyjazdowym meczu z Hutnikiem Kraków. Szybko zdobył zaufanie trenera Krzysztofa Etmanowicza i stał się podstawowym graczem zespołu.
Na początku sezonu 1992–1993 Etmanowicza zastąpił były trener olimpijskiej reprezentacji Polski i zdobywca srebrnego medalu na Igrzyskach w Barcelonie Janusz Wójcik, który również zaufał Zielińskiemu. W warszawskim zespole spotkał także Leszka Pisza, z którym kilka lat wcześniej występował w Igloopolu. Sezon 1992–1993 zakończył się dla Legii nieszczęśliwie – drużyna zajęła pierwsze miejsce, jednak po weryfikacji wyników ostatniej kolejki władze PZPN postanowiły odebrać jej tytuł mistrzowski.
Bardziej udane były dla Zielińskiego dwa kolejne sezony, w których zespół wojskowych prowadzony był przez Pawła Janasa. Pozostając przez cały czas filarem obrony zdobył dwa tytuły Mistrza Polski oraz dwukrotnie sięgnął po Puchar Polski. W rozgrywanym 27 marca 1994 meczu z Siarką Tarnobrzeg strzelił swą pierwszą bramkę w Legii. W sezonie 1995–1996 zdobył Wicemistrzostwo Polski i osiągnął ćwierćfinał Ligi Mistrzów. W kolejnym sezonie raz jeszcze wywalczył Wicemistrzostwo Polski i Puchar Polski.
W późniejszych latach warszawskiej drużynie, mimo mistrzowskich ambicji, nie udawało się zająć pierwszego miejsca w lidze. Kilkakrotnie zmieniali się trenerzy, a skład Legii był wiele razy przebudowywany. Mimo to Zieliński przez cały czas był podstawowym zawodnikiem drużyny, obdarzanym zaufaniem przez szkoleniowców. Cieszył się także dużym szacunkiem kolegów z drużyny i kibiców. Wielokrotnie zakładał opaskę kapitańską. Kolejny tytuł Mistrza Polski zdobył dopiero w sezonie 2001–2002, w którym z powodu kontuzji rozegrał zaledwie 12 meczów. Przez cały okres gry w Legii konsekwentnie odrzucał także oferty transferów do klubów zagranicznych. W latach 2003–2004 był jeszcze podstawowym graczem obrony, ale problemy zdrowotne zmusiły go do ograniczenia występów. Karierę zawodniczą zakończył z powodu kontuzji na początku sezonu 2004–2005.

### Reprezentacja
Bardzo dobrą grę w drużynie Legii łączył z występami w reprezentacji Polski. W drużynie narodowej zadebiutował 7 czerwca 1995 w meczu ze Słowacją. Ostatnim występem w reprezentacji był mecz z Włochami rozegrany 12 listopada 2003. Ogółem w reprezentacji Polski rozegrał 60 meczów. Jedyną bramkę strzelił w meczu z Czechami rozegranym 12 marca 1997. Wielokrotnie pełnił również funkcję kapitana drużyny narodowej. W 2002 uczestniczył w Mistrzostwach Świata w Japonii i Korei Południowej (zagrał w ostatnim meczu z reprezentacją USA wygranym przez Polskę 3:1).

### Sukcesy
- awans do I ligi w 1990 z Igloopolem Dębica
- Mistrzostwo Polski w 1994, 1995 i 2002 z Legią Warszawa
- Puchar Polski w 1994, 1995 i 1997 z Legią

Wielokrotnie nagradzany i wyróżniany (m.in. Piłkarz Roku według Piłki Nożnej w 1999). Członek Klubu Wybitnego Reprezentanta.

## Kariera trenerska
Po zwolnieniu Dariusza Kubickiego jesienią 2004 wszedł, obok Lucjana Brychczego i Krzysztofa Gawary, w skład tymczasowego zespołu trenerów Legii. Następnie, kiedy nie udało się zatrudnić w Legii czeskiego szkoleniowca Jozefa Chovanca, na stałe objął obowiązki trenera, które pełnił do września 2005. W pierwszym sezonie pracy z Legią zajął z nią 3. miejsce w lidze oraz dotarł do półfinału Pucharu Polski.  Później był asystentem trenera Legii Dariusza Wdowczyka. 13 kwietnia 2007 po dymisji Wdowczyka ponownie objął funkcję pierwszego trenera Legii. Łącznie poprowadził Legię w 50 oficjalnych meczach, 22 wygrał, 13 zremisował, a 15 przegrał. 3 czerwca 2007 został zastąpiony przez Jana Urbana. W kolejnym sezonie prowadził drużynę Korony Kielce. Od 23 lipca 2008 do 5 kwietnia 2009 był trenerem Lechii Gdańsk. 5 stycznia 2010 został asystentem selekcjonera reprezentacji Polski Franciszka Smudy. Od kwietnia 2014 pracował jako dyrektor sportowy w Wigrach Suwałki, po czym w lutym 2017 przeniósł się do Legii Warszawa, aby odpowiadać za skauting młodzieżowy.
Od sierpnia 2012 do 26 lutego 2014 był trenerem Reprezentacji Polski U-20.

## Działacz piłkarski
W latach 2017-2021 był dyrektorem Akademii Piłkarskiej Legii Warszawa. Do jego obowiązków należało dbanie o kompleksowy rozwój akademii.
27 grudnia 2021 roku został dyrektorem sportowym Legii Warszawa.
23 grudnia 2024 ogłoszono, że 1 stycznia 2025 obejmie stanowisko doradcy zarządu Legii ds. sportowych.